# Glyptophysa petiti
Glyptophysa petiti је пуж из реда Hygrophila и фамилије Planorbidae.

## Угроженост
Ова врста се сматра угроженом.

## Распрострањење
Ареал врсте је ограничен на Нову Каледонију.

## Станиште
Станиште врсте су слатководна подручја.